# Koedange
Koedange (en luxemburguès: Kéideng; en alemany: Ködingen) és una vila de la comuna de Fischbach situada al districte de Luxemburg del cantó de Mersch. Està a uns 14,2 km de distància de la ciutat de Luxemburg.